# Рогуль, Кайя
Кайя Рогуль (хорв. Kaja Rogulj; 15 июня 1986, Сплит) — хорватский футболист, центральный защитник литовского клуба «Жальгирис».

## Карьера
Воспитанник футбольной школы клуба «Хайдук» (из родного Сплита). Летом 2003 года начал профессиональную карьеру в качестве игрока команды «Омиш», за которую выступал в течение двух сезонов. В 2005 году перешёл в команду «Кроация Сесвете», а в межсезонье 2005/06 благодаря зимнему трансферному окну перешёл в другую команду «Сегеста». С 2006 по 2008 годы также выступал за команду «Посушье» из Боснии и Герцеговины.
Летом 2008 года вернулся в Хорватию для выступлений за команду «Славен Белупо», в которой впервые сыграл в хорватской Первой лиге. Спустя три года, летом 2011 года, перебрался в австрийский клуб «Аустрия» из Вены.

## Достижения
- Чемпион Австрии: 2012/13